# Aspergillus versicolor
Espèce
Synonymes
- Aspergillus lateralis (Harkn.) Peek & Solheim[2]
- Sterigmatocystis versicolor Vuill.[2]
- Theclospora lateralis Harkn.[2]

Aspergillus versicolor est une espèce de champignons (Fungi) ascomycètes de la famille des Trichocomaceae.

## Liste des variétés
Selon BioLib (18 février 2018) :
- variété Aspergillus versicolor var. rutilobrunneus J.N. Rai, S.C. Agarwal & J.P. Tewari